# Saint-Georges-de-la-Rivière
Saint-Georges-de-la-Rivière ist eine französische Gemeinde mit 253 Einwohnern (Stand 1. Januar 2022) im Département Manche in der Region Normandie.

## Geografie
Saint-Georges-de-la-Rivière liegt auf der Halbinsel Cotentin, an der Côte des Havres zwischen dem Naturhafen von Carteret und dem von Portbail. Angrenzende Gemeinden sind Saint-Jean-de-la-Rivière, Barneville-Carteret, Saint-Maurice-en-Cotentin, Le Mesnil und Port-Bail-sur-Mer.
Jenseits der Passage de la Déroute liegt die Insel Jersey, die sich von der Küste aus wahrnehmen lässt.
Die Gemeinde besteht aus Sanddünen an der Küste, aus Weiden zwischen den Dünen und aus dem Dorf, das etwas höher gelegen ist. Der lange Strand erstreckt sich von Portbail im Süden bis nach Barneville im Norden.

## Toponymie
Genauso wie im Falle der benachbarten Gemeinde Saint-Jean-de-la-Rivière bedeutet -la-Rivière Küste. Es leitet sich aus dem Lateinischen ripa. Die Parochie war Georg (Heiliger) gewidmet.

## Geschichte
Während der deutschen Besatzung wurde der Sand, der zum Bau des lokalen Atlantikwalls benötigt war, im Bahnhof von Saint-Georges-de-la-Rivière verladen.

## Bevölkerungsentwicklung
| Jahr      | 1962 | 1968 | 1975 | 1982 | 1990 | 1999 | 2011 | 2018 |
| Einwohner | 242  | 247  | 212  | 210  | 183  | 212  | 293  | 284  |

## Sehenswürdigkeiten
- Kirche Saint-Georges, mit zahlreichen Statuen und Fresken.
- Mont (Berg) Lucas und Nachbau der Höhle von Lourdes, nicht weit von der Kirche
- Haltestelle des Train Touristique du Cotentin.

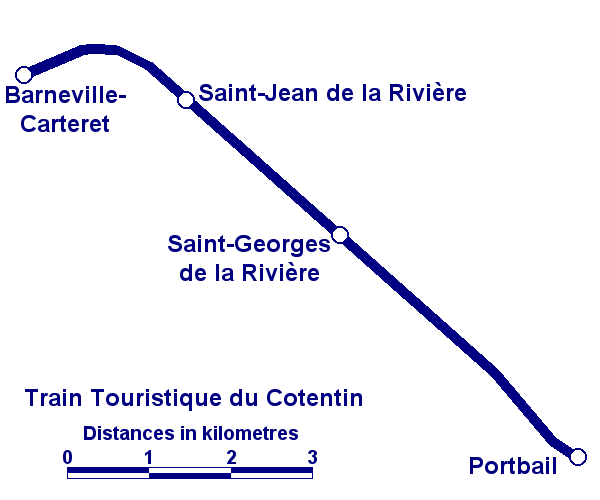
Heutige Streckenführung des Train touristique du Cotentin

## Wirtschaft
Einige Erwerbstätige arbeiten im nahegelegenen Kernkraftwerk Flamanville.

### Verkehrsanbindung
Saint-Georges-de-la-Rivière wird von der vom Département Manche betriebenen Buslinie Manéo Nr. 11 angefahren (Buslinie Portbail-Valognes). Damit ist die Bahnstrecke Paris-Caen-Cherbourg in Valognes mit den öffentlichen Verkehrsmitteln erreichbar.